# Rosières-sur-Barbèche
Rosières-sur-Barbèche is een gemeente in het Franse departement Doubs (regio Bourgogne-Franche-Comté) en telt 99 inwoners (2009). De plaats maakt deel uit van het arrondissement Montbéliard.

## Geografie
De oppervlakte van Rosières-sur-Barbèche bedraagt 5,3 km², de bevolkingsdichtheid is dus 18,7 inwoners per km².
De onderstaande kaart toont de ligging van Rosières-sur-Barbèche met de belangrijkste infrastructuur en aangrenzende gemeenten.

## Demografie
Onderstaande figuur toont het verloop van het inwonertal (bron: INSEE-tellingen).